# Добжиялово
Добжиялово (пол. Dobrzyjałowo) — село в Польщі, у гміні Пйонтниця Ломжинського повіту Підляського воєводства.
Населення — 468 осіб (2011).
У 1975-1998 роках село належало до Ломжинського воєводства.

## Демографія
Демографічна структура станом на 31 березня 2011 року:
|          | Загалом | Допрацездатний вік | Працездатний вік | Постпрацездатний вік |
| -------- | ------- | ------------------ | ---------------- | -------------------- |
| Чоловіки | 238     | 57                 | 157              | 24                   |
| Жінки    | 230     | 49                 | 125              | 56                   |
| Разом    | 468     | 106                | 282              | 80                   |